# Palais de la musique catalane
Le Palais de la musique catalane (en catalan : Palau de la Música Catalana) est une salle de concert située dans le quartier Saint-Pierre de Barcelone. C'est l'œuvre de Lluís Domènech i Montaner, l'un des principaux représentants du modernisme catalan. Les travaux se déroulent de 1905 à 1908 et font appel à des structures avancées telles que l'utilisation de nouveaux profils laminaires : il s'agit d'une structure métallique centrale stabilisée par des contreforts et des voûtes d'inspiration gothique. L'architecte innove par l'utilisation de murs-rideaux et fait appel à une grande variété de techniques artistiques : sculptures, mosaïques, vitraux et ferronneries.
L'édifice est une commande de l'association « l'Orfeó Català » (Orphéon Catalan) qui désire en faire son siège social. Comme pour la construction du Liceu soixante ans auparavant, les fonds proviennent du mécénat : industriels, financiers, notables et amateurs de musique financent la construction.
La vocation première de la salle est de recevoir des concerts de chorale, de la musique symphonique et des récitals. Elle est utilisée aujourd'hui pour tous les types de musiques, du classique à la musique moderne.
Le Palais de la musique catalane, ainsi que l'hôpital de Sant Pau de Barcelone, ont été conjointement inscrits sur la liste du patrimoine mondial de l'Unesco en 1997.

## Histoire

### Le projet

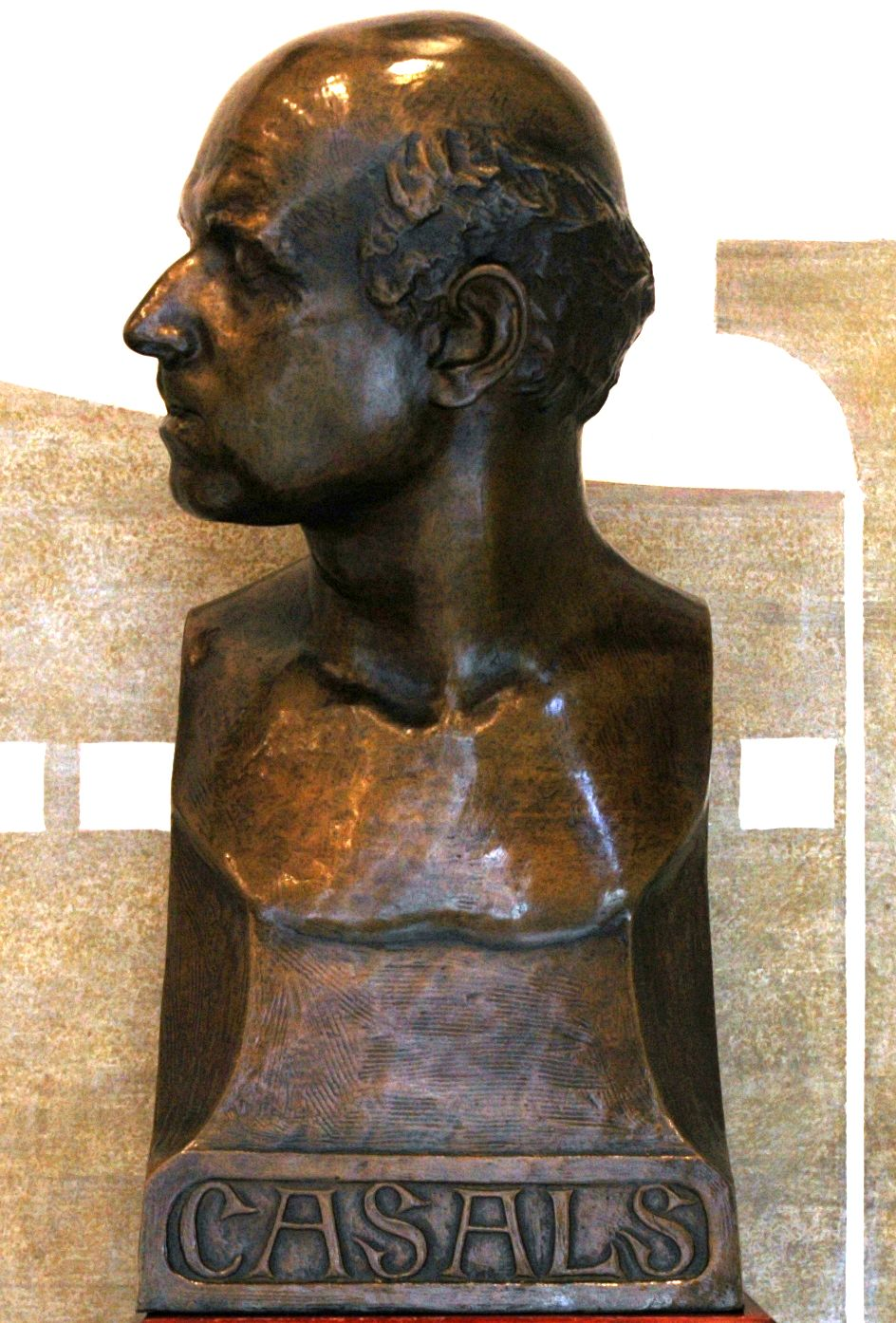
Buste de Pablo Casals, salle Félix Millet

Le projet est lancé en octobre 1904, lorsque l'Orféo catalan charge l'architecte Lluís Domènech i Montaner de la construction d'un édifice destiné à accueillir son siège social. Ce projet avait précédemment été validé par l'assemblée du 31 mai 1904 et par son président Joaquim Cabot. L'association acquiert la même année les 1 350,75 m2 du cloître du couvent Saint-François pour 240 332,60 pesetas et les destine à son projet.
Les travaux commencent par la pose de la première pierre le 23 avril 1905. Ils sont financés par un prêt de 600 000 pesetas sous forme d'obligations au porteur, en deux séries de 500 et 1 000 pesetas d'un rapport annuel de 4 %.
Le choix de l'architecte n'est pas le fruit du hasard. À cette époque Domènech i Montaner était déjà un personnage important de Catalogne, en raison tant de ses activités politiques que culturelles. En tant qu'architecte il avait déjà réalisé l'éditorial Montaner i Simon qui abrite aujourd'hui la fondation Tapies, l'édifice surnommé château des trois dragons et plusieurs autres bâtiments de moindre importance. Il était également président des jeux floraux et de l'académie des lettres. Mais surtout, par ses prises de positions au sein de la Lliga de Catalunya et son rôle de premier président de l'Unió Catalanista, c'était une figure politique clef du catalanisme de la fin du XIXe siècle.

### Inauguration
Après trois années de travaux, le palais est inauguré le 9 février 1908. L'édifice est primé lors d'un concours annuel artistique organisé par la mairie. Il est promu « meilleur édifice de l'année » avec la mention suivante :

« La tâche confiée aux jurés a été relativement simple, car, de tous les édifices qui ont été terminés en 1908, l'un a supplanté, naturellement, et sans hésitation, tous les autres. Le superbe édifice de l'Orféo catalan satisfait pleinement à la première condition du concours, puisqu'on peut dire que, par lui-même, il embellit non seulement son environnement immédiat, mais qu'il irradie, dans l'ensemble du quartier où il est implanté, l'atmosphère d'art, d'animation et de beauté [...] »

L'auditorium est conçu pour les concerts de musique instrumentale et les récitals de musique vocale. Cependant, de nombreux événements culturels ont été accueillis dans ses murs : des œuvres de théâtres, des débats politiques, ainsi que, naturellement, des concerts de musiques de tous les répertoires : musique écrite, jazz, musique populaire.
L'acoustique de l'auditorium est particulièrement remarquable pour la musique chorale et les orchestres de chambre. Pour les ensembles symphoniques de grande dimension, la salle présente quelques défauts dans les zones hautes. Les plus grands interprètes et chefs d'orchestre du XXe siècle ont joué dans cette salle de concert, ce qui en fait un authentique sanctuaire de la musique en Catalogne et une référence dans le panorama artistique international.

### Dictatures

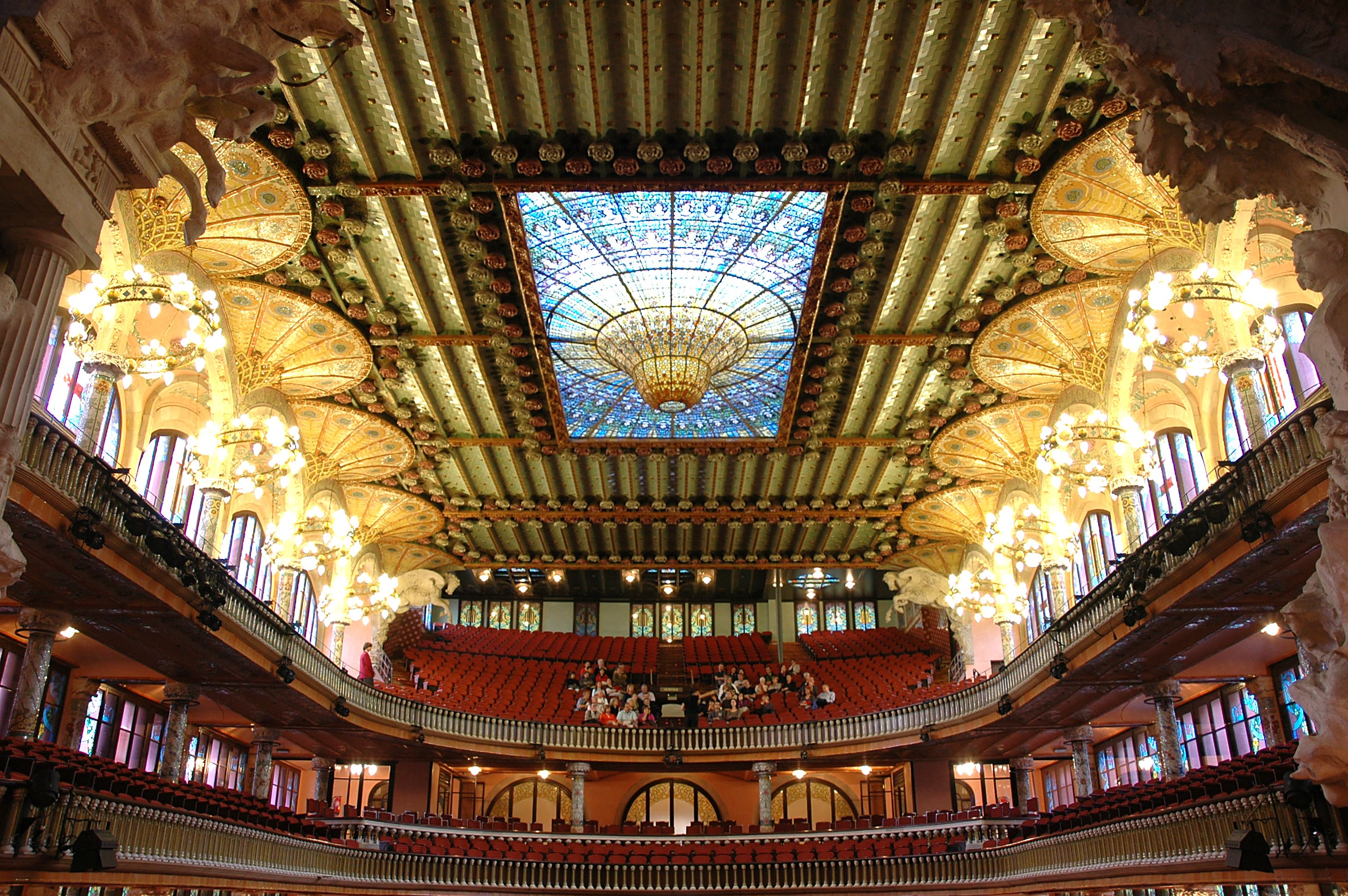
La salle de concerts depuis la scène

Tout au long de son histoire, le Palais est le lieu ou la cause d’événements sans relation avec la musique. La vie politique catalane fait de l'édifice un symbole qui perdure encore aujourd'hui. On compte parmi ces événements les assemblées de Solidarité Catalane, la fermeture du palais sur ordre de Primo de Rivera du 24 juin 1925 au 13 octobre 1925 suivi de l'hispanisation du nom et de la suppression du terme « catalan ». Afin d'éviter d'avoir à écrire le nom complet «  Orféo Català », le 2 avril 1940 la phalange organise un festival avec la participation de l'« Orfeón que dirige le maestro Millet ». Le festival commence avec l'hymne fasciste Cara al sol que le chef d'orchestre dirige les bras immobiles serrés contre son corps.
Malgré des concerts à l'Espagne fasciste, des représentations de militaires russes tsaristes ou un chœur des jeunesses hitlériennes en 1943, le Palais retrouve peu à peu un semblant de normalité, et la vie musicale s'y développe. Le 9 novembre 1940, Joaquín Rodrigo donne son concerto d'Aranjuez et le 31 mars 1944 Eduard Toldrà joue pour la première fois avec l'orchestre municipal de Barcelone, l'actuel orchestre symphonique et national de Catalogne. Jusqu'à l'ouverture de l’auditori en 1999, le Palais reste la principale salle de spectacle de l'orchestre.
Le 19 mai 1944 la soprano Victoria de los Ángeles fait ses débuts dans cette salle de spectacle. L'Orféo Català ne renait qu'en 1946 sous la direction de Lluís Maria Millet, le fils du fondateur. Il interprète le Requiem de Mozart.

### Événements du Palais
Les « événements du Palais » est le nom donné aux incidents et arrestations qui suivent la visite de Francisco Franco en Catalogne. Le 19 mai 1960, pour le centenaire de la naissance de Joan Maragall, des concerts et célébrations sont organisés au Palais de la Musique en présence de ministres de Franco. L'interdiction par la dictature franquiste de chanter le cant de la senyera est transgressée en présence de quatre ministres. Une partie du public se lève, se met à chanter et lance des tracts imprimés avec les paroles aux représentants de l'État espagnol.
De nombreuses arrestations et détentions suivent cet incident. Bien qu'il n'ait pas été présent sur les lieux, le futur président de la generalitat de Catalogne, Jordi Pujol est détenu et soumis à un conseil de guerre. Condamné à sept ans de prison, il n'en purgera que trente mois,. Jusqu'en 1967, l'interprétation du cant de la senyera reste illégale. Miquel Sellarès i Perelló fait partie des événéments.

### Chemin vers la normalité
Le palais retrouve peu à peu un fonctionnement proche de la normale malgré des problèmes politiques toujours présents. Bien que la phalange y commémore sa fondation, cette période voit également la représentation de diverses pièces de théâtre en catalan, la signature de nouveaux partenariats avec des producteurs de musique classique, de jazz et de la nouvelle chanson.
À la fin des années 1960 la programmation artistique devient un peu plus libre. Le cant de la senyera est joué pour le centenaire de Lluis Millet le 18 avril 1967. Le palais de la musique catalane est déclaré Monument National espagnol en 1971, ce qui permit de procéder à des agrandissements et à des restaurations. Celles-ci sont conduites sous la direction de Joan Bassegoda et Jordi Vilardaga. Les grands interprètes reviennent peu à peu sur cette scène qui retrouve une vie artistique complète à la chute du franquisme.

### Période contemporaine

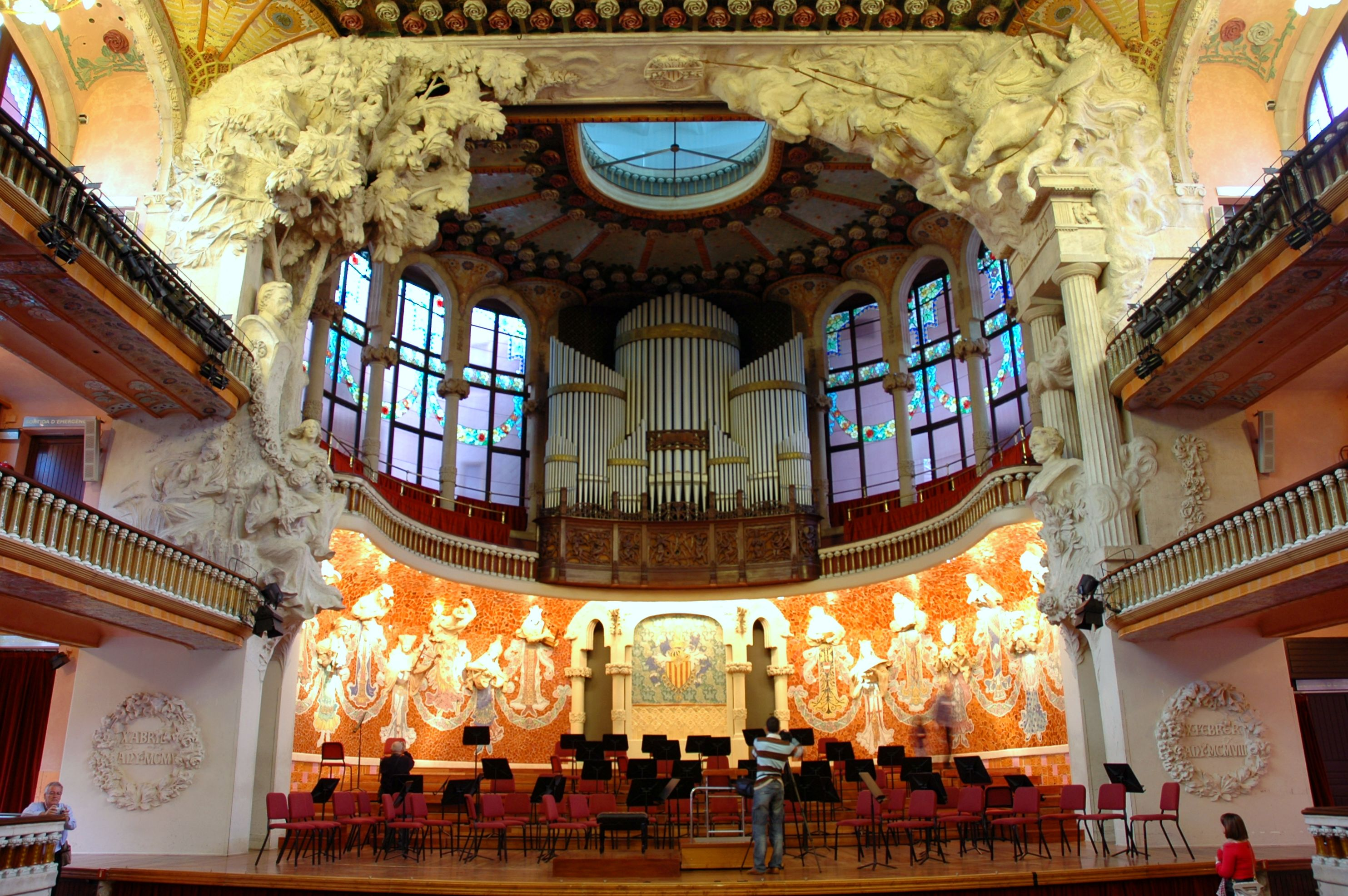
La scène

Durant les années 1980, plusieurs changements interviennent. D'un point de vue juridique le consortium du palais de la musique catalane est créé. Il associe l'association d'origine à d'autres acteurs tels que la mairie de Barcelone, la generalitat de Catalogne et le ministère de la culture espagnol. L'Orféo catalan est majoritaire dans cette structure et conserve la propriété des locaux.
Du point de vue architectural, le palais est modifié selon les plans d'Òscar Tusquets, titulaire du prix FAD en 1989. Les travaux durent sept ans. Luis Domènech i Girbau, petit-fils du premier architecte du palais et lui-même architecte, écrit à propos de ces transformations : « La réhabilitation de la salle et de ses accès, l'édification d'un bâtiment de service [...] ont donné un résultat cohérent et créatif, parfaitement à jour du point de vue de la sécurité, du confort et de l'acoustique, le tout dans un esprit radicalement novateur et soucieux du détail que Domènech i Montaner aurait apprécié »
La fondation Orfeó catalá est créée pour le centenaire de l'Orfeó catalá, en 1990, pour permettre un financement par le privé d'une partie des activités du palais. Récemment, cette institution est mise en cause pour des détournements de bien sociaux par la voie de son directeur. Entre 25 et 31 millions d'euros destinés à l’Orfeó catalá et à la fondation auraient disparu.
En 2002, l'institution reçoit la médaille d'or du mérite des beaux-arts par le ministère de l'Éducation, de la Culture et des Sports espagnol.

## Bâtiment

### Emplacement
Le palais est situé dans la rue Saint-François-de-Paule et lors de sa construction, il jouxte l'église homonyme. Après la destruction du bâtiment religieux pendant la guerre civile, un édifice sans importance est construit sur ses ruines avant d'être démoli à son tour. La rue étroite du quartier de la Ribera donne alors sur une place.

### Conception
Dans le cadre du mouvement nationaliste qui caractérise l'Europe et la Catalogne du début du XXe siècle, les mécènes — de riches barcelonais — demandent à l'architecte de mettre en exergue l'avant-gardisme catalan au travers de cet édifice et d'en faire un symbole national. Montaner fait appel à une grande variété d'artisans et de fabricants pour décorer le palais de nombreuses mosaïques et sculptures. Certaines de ces décorations ont un caractère nationaliste fort.
L'architecture du palais est représentative du modernisme catalan par l'usage des courbes qui prédominent sur les lignes droites, par la préférence accordée aux formes dynamiques sur les formes statiques, et par les nombreux motifs floraux et organiques utilisés. À la différence d'autres édifices construits dans le même style, la conception du Palais est profondément rationnelle.
L'aspect fonctionnel est pleinement pris en compte, l'ouvrage utilise les matériaux les plus modernes de son époque et les technologies les plus avancées du début du XXe siècle, telles que sa charpente en acier. Plus important encore, la structure de murs-rideaux est utilisée pour la première fois par Montaner.

### Architecture

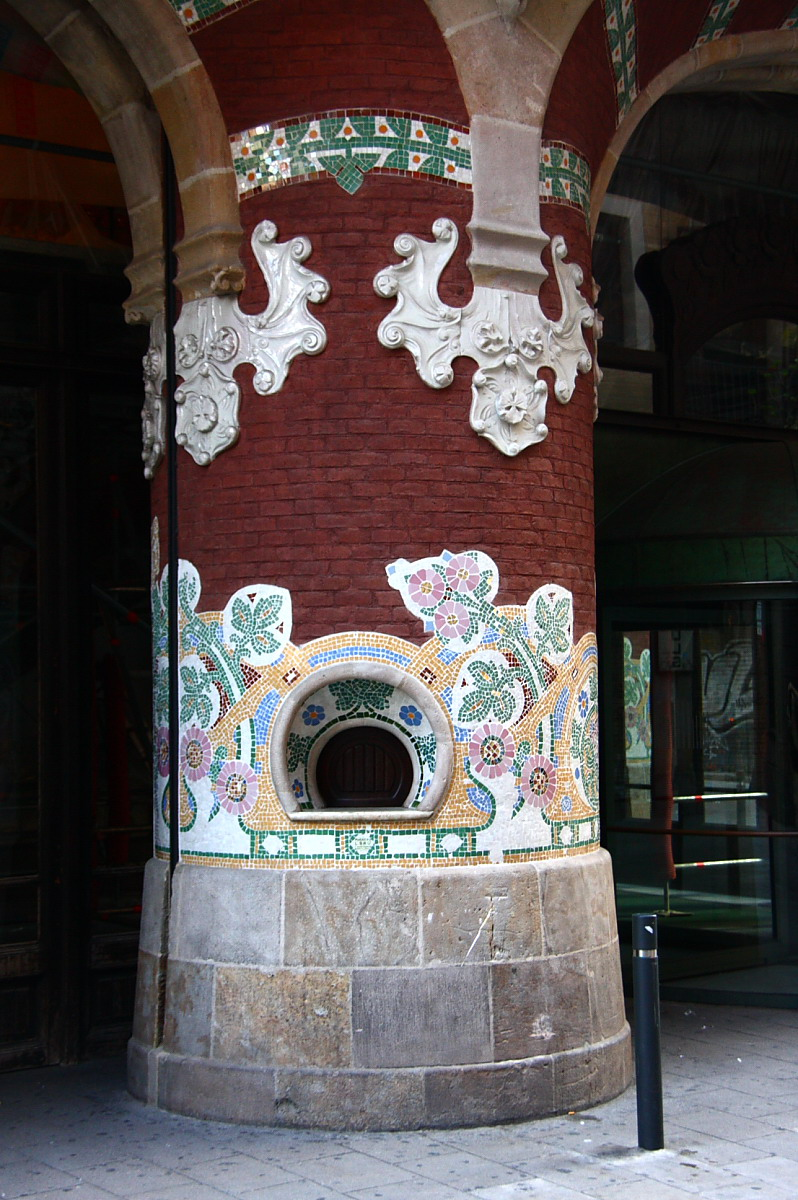
Anciens guichets originaux de Lluís Domènech i Montaner réalisés à l'intérieur d'une colonne en mosaïque.

Domènech i Montaner fait preuve d'une grande originalité dans la conception du palais. Il utilise une structure métallique inédite pour libérer de grands espaces fermés par du verre. Le recours à un patio intermédiaire entre l'édifice et l'église qu'il jouxte permet l'arrivée de lumière de manière uniforme et symétrique dans la salle de concert. Enfin, le parti-pris de construire la scène au premier étage permet un éclairage naturel par le plafond et de libérer l'espace du rez-de-chaussée pour les bureaux de l'Orféo catalan. L'accès à la salle de concert se fait depuis le rez-de-chaussée par un escalier organisé en sections. Son agencement compense l'ascension nécessaire d'un étage pour accéder à la salle. Ces différentes mesures architecturales ont produit une réalisation de grande qualité, et permis à une lumière naturelle et uniforme d'éclairer la salle de spectacle durant toute la journée.
Domènech i Montaner intègre abondamment les arts appliqués au sein de son édifice. À l'extérieur, la décoration est faite de sculptures faisant référence au monde de la musique et d'éléments architecturaux à caractères modernistes et baroques. À l'intérieur, l'architecte combine magistralement les divers matériaux de construction avec des céramiques et du verre. Les gradins et la scène forment un ensemble harmonieux s'intégrant l'un à l'autre. La scène est dominée par les tuyaux de l'orgue qui servent également d'éléments décoratifs. L'ouverture de la scène est décorée de sculptures spectaculaires combinant les allégories de la musique classique et populaire : à droite, un buste de Ludwig van Beethoven sur une colonne dorique, d'où sort la cavalcade des Walkyries, réalisation des sculpteurs Dídac Masana et Pau Gargallo; à gauche, un garçon au pied d'un saule aux branches duquel apparaît le buste de Josep Anselm Clavé, auteur de la chanson les fleurs de mai dont est inspiré cet ensemble.
Lors de la rénovation du Palais sous la direction d'Òscar Tusquets et de Carles Díaz, un nouveau bâtiment de six étages lui a été adjoint. Cet édifice sert de vestiaire, d'archives, de bibliothèque et de salle de réunion. Il s'ouvre sur l'espace laissée libre par la démolition de l'église de Saint-François-de-Paule. La seconde phase de ces travaux a permis de rénover l'intérieur du palais, de réaliser un nouvel agrandissement de la salle de spectacle, et d'ouvrir un restaurant.

#### Façade latérale

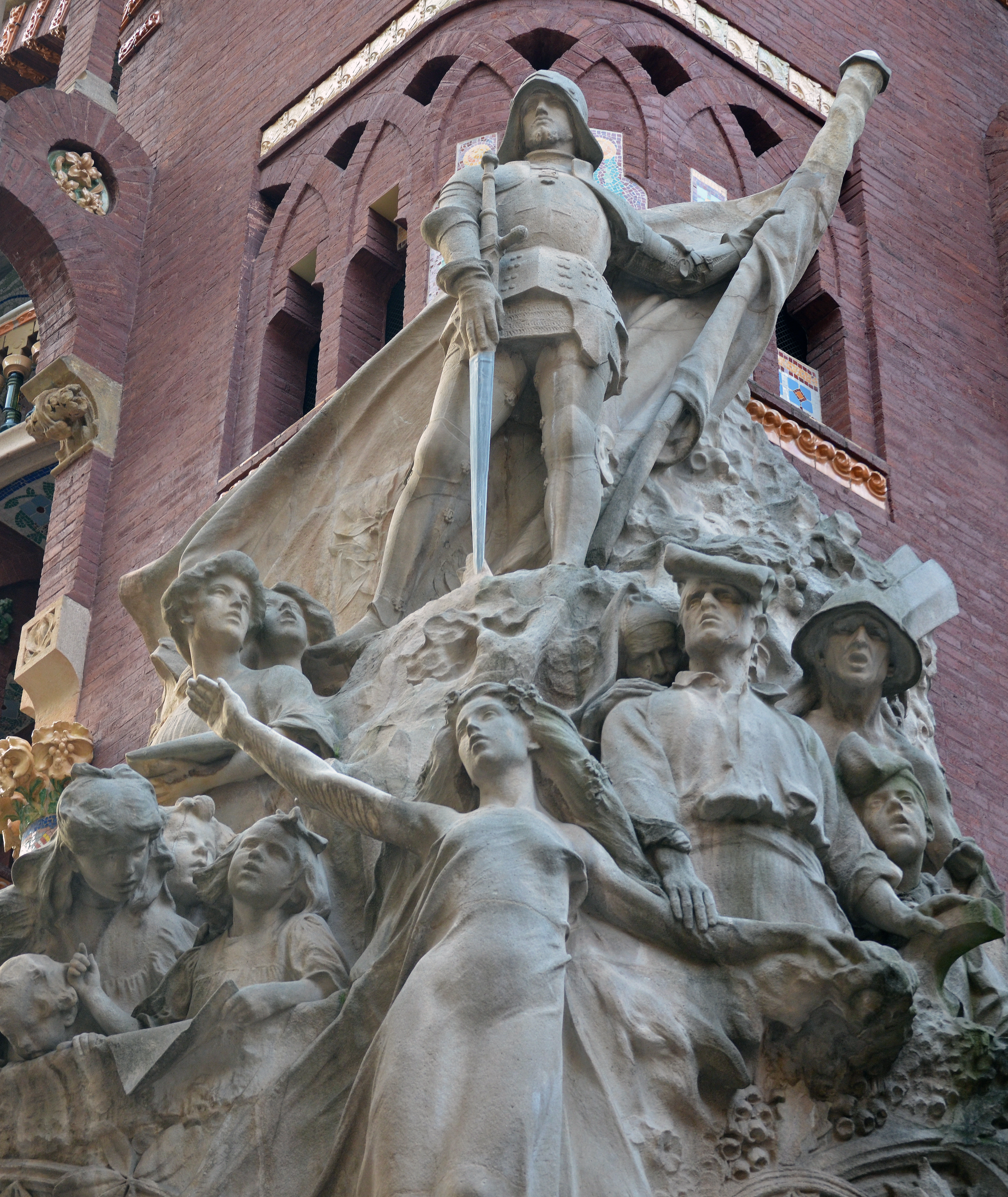
Façade d'origine, détail du groupe de sculptures La chanson populaire catalane de Miquel Blay.

La façade latérale est située sur la rue Saint-Pierre à l'intersection avec la rue Amadeu Vives. C'était jusqu'à 1989 le seul accès au Palais. Elle se termine par le groupe de sculptures la chanson populaire catalane de l'artiste Miquel Blay. Sur la moitié supérieure on trouve une sculpture de saint Georges. Un visage de femme est installé au milieu de la façade telle une figure de proue : c'est une allégorie de la musique. Elle est entourée de personnages qui représentent les marins, les agriculteurs, la vieillesse et l'enfance. Comme l'indique une inscription à son pied, la sculpture a été financée par le Marquis de Castellbell qui assiste à l'inauguration de l'œuvre le 8 septembre 1909. La complexité de la façade à l'angle des deux rues rend difficile l'appréciation globale de l'ensemble.
Les autres éléments importants de cette façade sont les arcs avec leurs grandes colonnes de briques rouges et décorés de céramiques. À l'intérieur de ces colonnes se trouvent les guichets d'origine. Un balcon fait le tour de la façade au premier étage. Il relie quatorze colonnes groupées par deux et couvertes de mosaïques aux motifs variés. Au deuxième étage, des bustes de musiciens ornent des colonnes. C'est le travail d'Eusebi Arnau. On trouve de gauche à droite : Palestrina, Bach, Beethoven et, après le groupe de sculpture d'angle, le buste de Wagner sur la rue Amadeu Vives.
Le grand fronton en mosaïque est signé Lluís Brú et a requis 14 personnes pour sa construction. Il est construit sur la partie supérieure de la façade et porte l'enseigne de l'Orféo catalan. Au centre une reine préside une fête. C'est une scène inspirée de la pièce de Joan Alcover Maspons, la Balanguera sur une musique d'Amadeu Vives, une des pièces que l'Orféo catalan joue le plus.

#### Façade principale

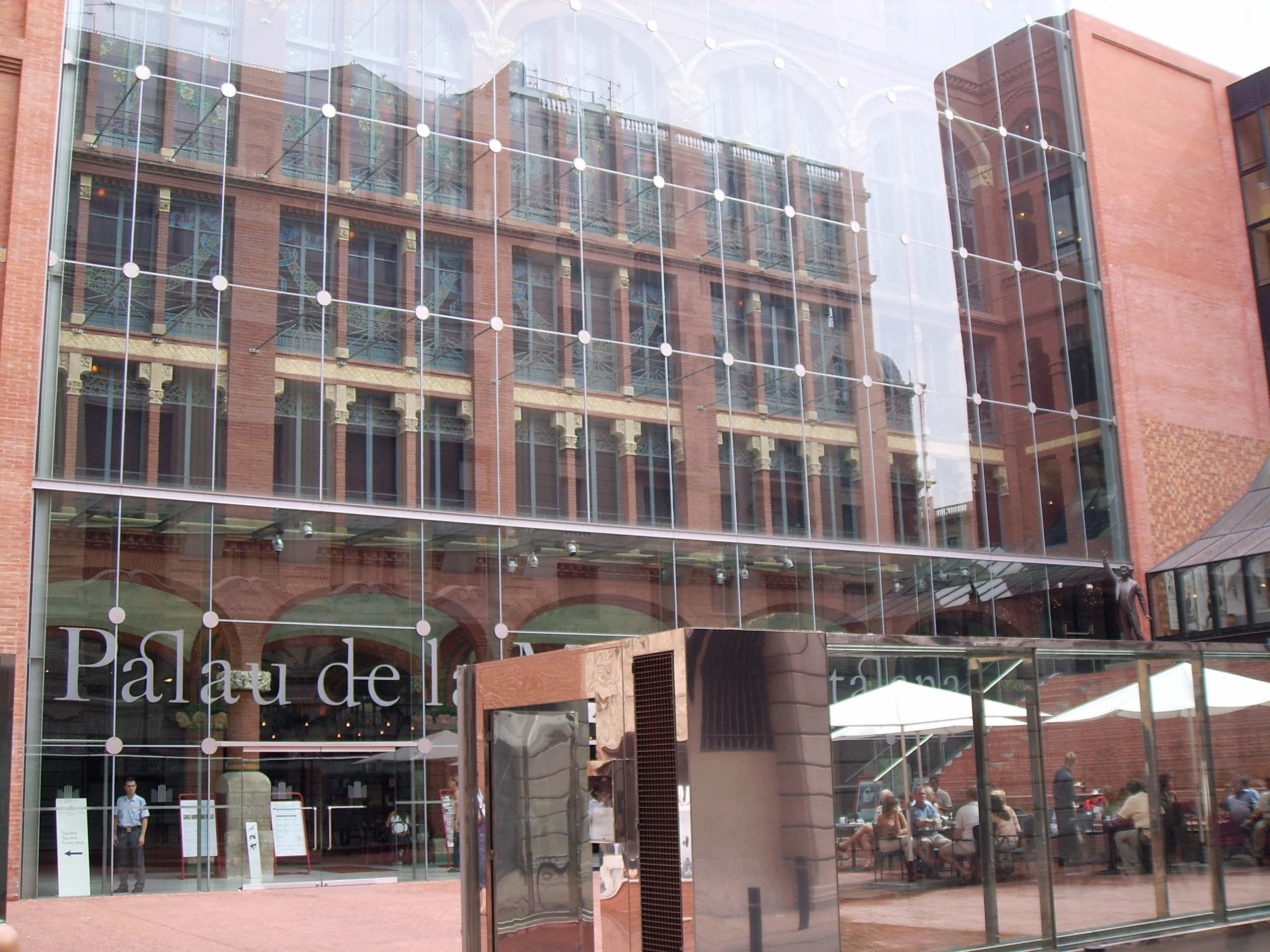
Façade principale couverte avec des panneaux de verre d'Òscar Tusquets i Guillén.

Depuis 1989, la façade donnant rue du palais de la musique sert d'entrée principale au palais. On y accède par une esplanade.
La façade réalisée par Domènech i Montaner surprend par sa construction. Elle fut richement décorée dès les premiers travaux. Or, sur le lieu de l'actuelle rue s'élevait l'église Saint-François-de-Paule qui masquait totalement cette partie du Palais. L'architecte construit donc un patio de 3 mètres de large suffisant pour faire entrer la lumière dans la salle de spectacle — l'actuelle esplanade — mais il faut attendre la démolition de l'église pour que le passant puisse profiter de l'architecture de cette partie de l'édifice.
La façade principale fait appel à une grande variété de matériaux et de concepts. Elle utilise des briques rouges nues, des rambardes de fer forgé, des corniches et des chapiteaux sculptés. Enfin, comme dans le reste de l'édifice, les fenêtres sont faites de vitraux colorés.
Selon des informations données par Pere Artis, l'évaluation initiale du coût des travaux étaient de 450 000 pesetas, mais le coût final fut le double de cette somme. Dans un tel contexte, la volonté de l'architecte de traiter cette façade masquée par l'église de la même manière que la façade visible a engendré des tensions entre le client et l'architecte.
En regardant cette façade, on trouve sur sa partie droite le bâtiment de service, conçu par les architectes Òscar Tusquets, Lluís Clotet et Carles Díaz entre 1980 et 2000. L'édifice a la forme d'une tour dont la base sculptée fait penser à un grand palmier. C'est par cet édifice que se fait l'entrée des artistes. Sur la partie gauche est installée une sculpture dédiée à Lluís Millet. C'est un bronze signé Jassans de 1991. Un restaurant est situé à l'entrée du palais derrière de grandes verrières. L'extrémité gauche de cette façade est formée par une rotonde de brique rouge. Elle est supportée par un tronc sculpté d'un bas-relief en forme d'arbre géant.
La partie centrale de la façade est entièrement couverte par des panneaux de verre transparents et récents. Ils sont marqués au nom de Palau de la Música Catalana au niveau de l'entrée.

### Intérieur
Des carrelages de Valence, des pièces de céramiques moulées et des mosaïques recouvrent tout le bâtiment. Elles ont nécessité des interventions importantes de différents corps de métiers, artisans et fabricants, durant la construction du palais. L'essentiel des mosaïques se trouvent aux murs et couvrent les troncs des colonnes intérieures comme extérieures. C'est le travail de Lluís Bru.

#### Vestibule

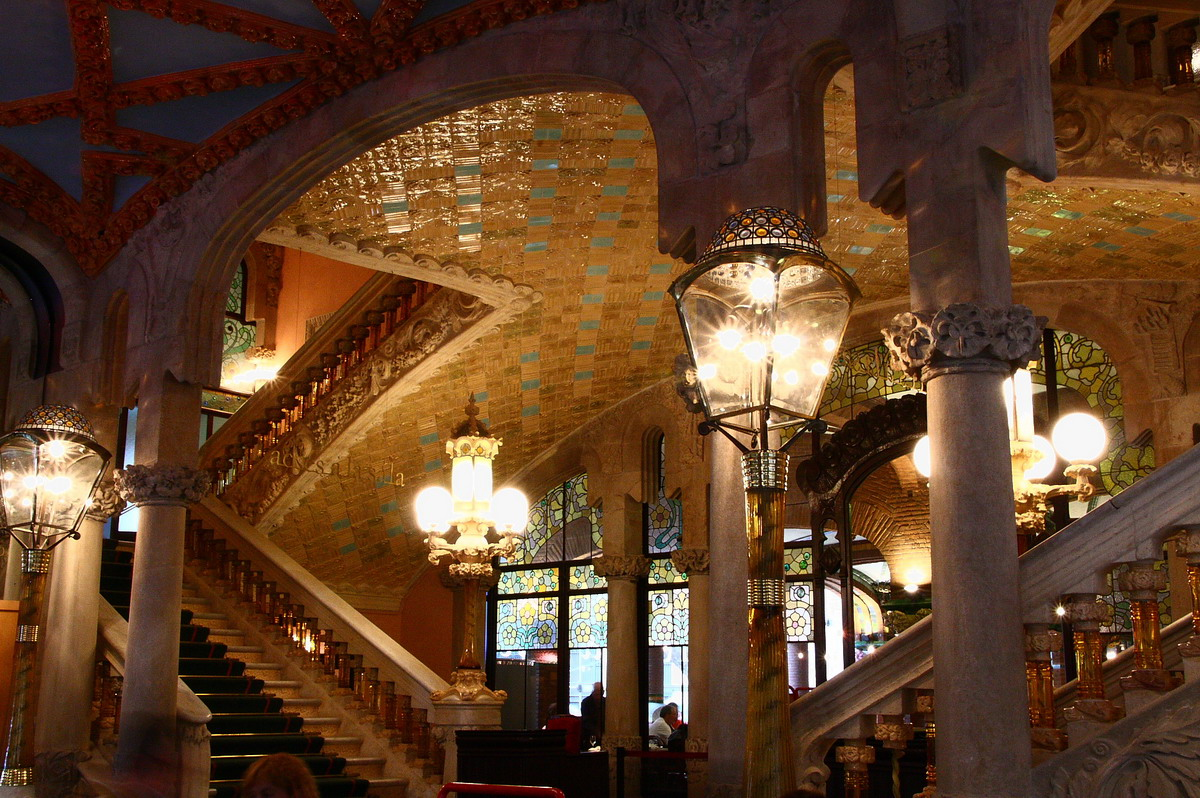
Vestibule de l'ancienne entrée du palais de la Musique.

En entrant par l'ancienne porte de la rue Saint-Pierre, on aperçoit deux grands escaliers qui montent au premier étage. Le plafond du vestibule est décoré avec des moulures en céramiques émaillées qui sont disposées en fleurs. Les escaliers en marbre sont couronnés de grands lustres sur colonnes. La rampe des escaliers est en pierre finement travaillée et est supportée par des balustres en verre jaune transparent. Elle se finit par une boule de céramique décorée avec des fleurs reprenant les motifs du plafond. Cette entrée inspire à l'écrivain Robert Hughes les mots suivants : « Jamais plus on ne construira quoi que ce soit de semblable à Barcelone, que ce soit du point de vue de l'audace conceptuelle, de l'éclat formel, du symbolisme ou des effets décoratifs »
Aujourd'hui, les visiteurs entrent généralement dans le palais par le foyer, créé en 1989 par la rénovation de Tusquets et Díaz, dans ce qui était le siège de l'Orféo Catalan. L'espace du foyer est plus sobrement décoré que le reste du Palais, ses voûtes en briques sont ornées de fleurs en émail vert, rose et jaune. À son côté, entre les piliers massifs en brique se trouve un bar. Il est éclairé depuis le fond par des vitraux suspendus au  plafond. Un cube en verre dans le vestibule porte l’emblème de l'Orféo Catalan brodé dans le tissu dans le style moderniste.

#### La salle Lluís Millet

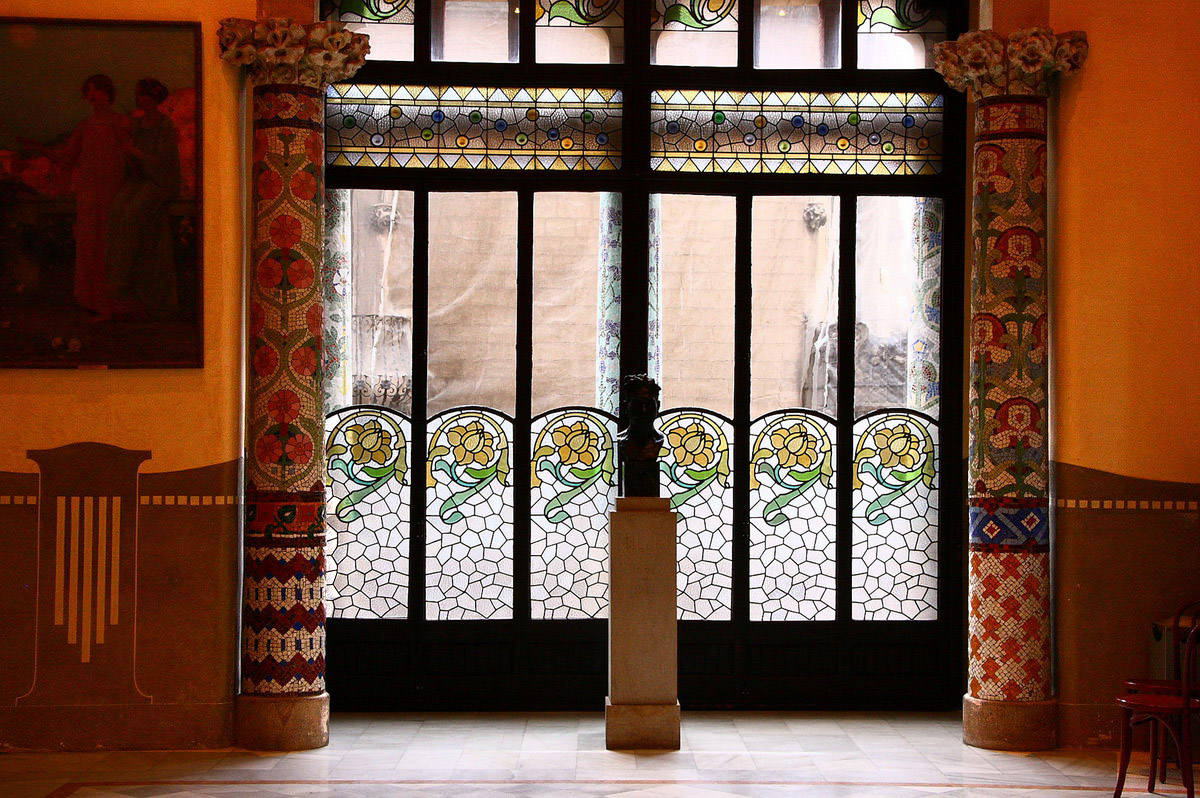
Une fenêtre de la salle Lluís Millet

La salle Lluís Millet située au premier étage avant la salle de concert et est nommée en hommage au chef d'orchestre et fondateur de l'Orféo Català. Elle est conçue comme une salle d'attente ou de repos éclairée par un imposant lustre moderniste de fer. Doménech i Montaner s'est personnellement mêlé de la réalisation de ce luminaire et, avec une grande maîtrise de l'aspect théorique, il a donné de véritables leçons aux artisans forgerons durant les travaux du Palais. La salle est décorée avec les bustes de musiciens (Lluís Millet, Amadeu Vives, Pablo Casals, Eduard Toldrà, Just Cabot et Rosa Sabater) et des toiles modernistes  peintes par Joan Brull i Vinyoles qui représentent des personnages féminins.
L'usage des vitraux à des fins décoratives est habituel dans le style moderniste. Domenech i Montaner les utilise dans tous ses édifices. Cependant, dans le cadre du Palais de la musique, ceux-ci ont également un rôle architectural qui nécessite une symbiose parfaite entre l'architecte et le vitrier Antoni Rigalt i Blanch.
Les portes en verre sont faites de vitraux aux thèmes floraux. C'est également le cas de la longue fenêtre qui sépare cette salle de la terrasse. Celle-ci est faite de verres transparents dans ses parties hautes et de verres colorés avec des motifs à fleurs dans ses parties basses. Sur le verre transparent court une frise. Ce sont des vitraux imitant les mosaïques. Sur la terrasse se trouvent des colonnes qui donnent sur la rue Saint-Pierre. Elles sont décorées avec des mosaïques en céramique.
Cette salle est également utilisée pour les évènements sociaux et les conférences de presse.

#### Salle de concert

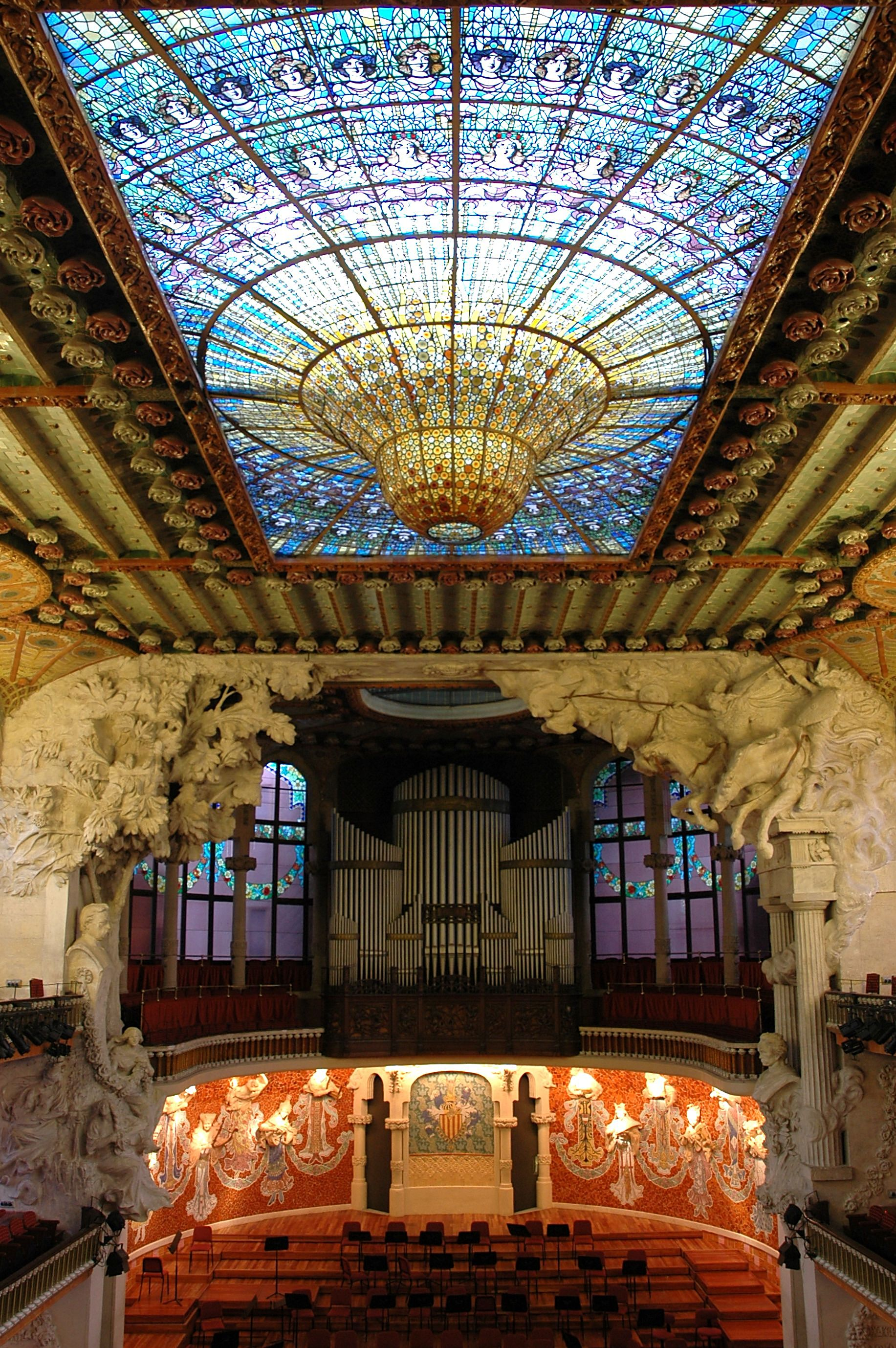
De bas en haut, estrade, orgues et coupole.

L'accès à la salle de concert depuis le premier étage produit un grand effet théâtral. On passe de l'espace obscur des couloirs à une explosion de lumières et de couleurs données à la salle par les vitraux. De chaque côté, les deux balcons de sièges sont organisés en plateaux, les colonnes sont décorées avec des mosaïques colorées, et les plafonds avec des roses rouges et blanches en céramique. Au fond du second balcon, les colonnes soutiennent de chaque côté des arcs en ogives. Elles se terminent en mosaïques en demi-cercle qui représentent des queues de paons royaux.
Les vitraux sont utilisés pour différencier les différents espaces de la salle en complément des éléments maçonnés. Le grand rideau de verre de la salle de concert assure à ce titre l'une des fonctions principales en tamisant la lumière extérieure. C'est le plus important ensemble de vitraux en termes de taille et de luminosité. Sont installés sur deux fenêtres, des murs latéraux et séparés de chaque côté par quatre colonnes de cinq vitraux formés de grandes ensembles plaques de verre dépoli sur une face liées au plomb. Celles-ci sont roses et représentent des guirlandes de feuilles et de fleurs qui passent d'une fenêtre à l'autre en enlaçant des motifs héraldiques : les armes de Catalogne et la croix de saint Jordi. Dans les parties hautes, à côté des arcs de style Tudor, on voit une frange de vitres hexagonales de tons ocre pâle et gris à la façon d'une mosaïque. Au premier étage, on retrouve les guirlandes de fleurs liées avec du verre bleu. Dans les balcons les motifs sont de verre rose avec une frise florale sur la partie supérieure.

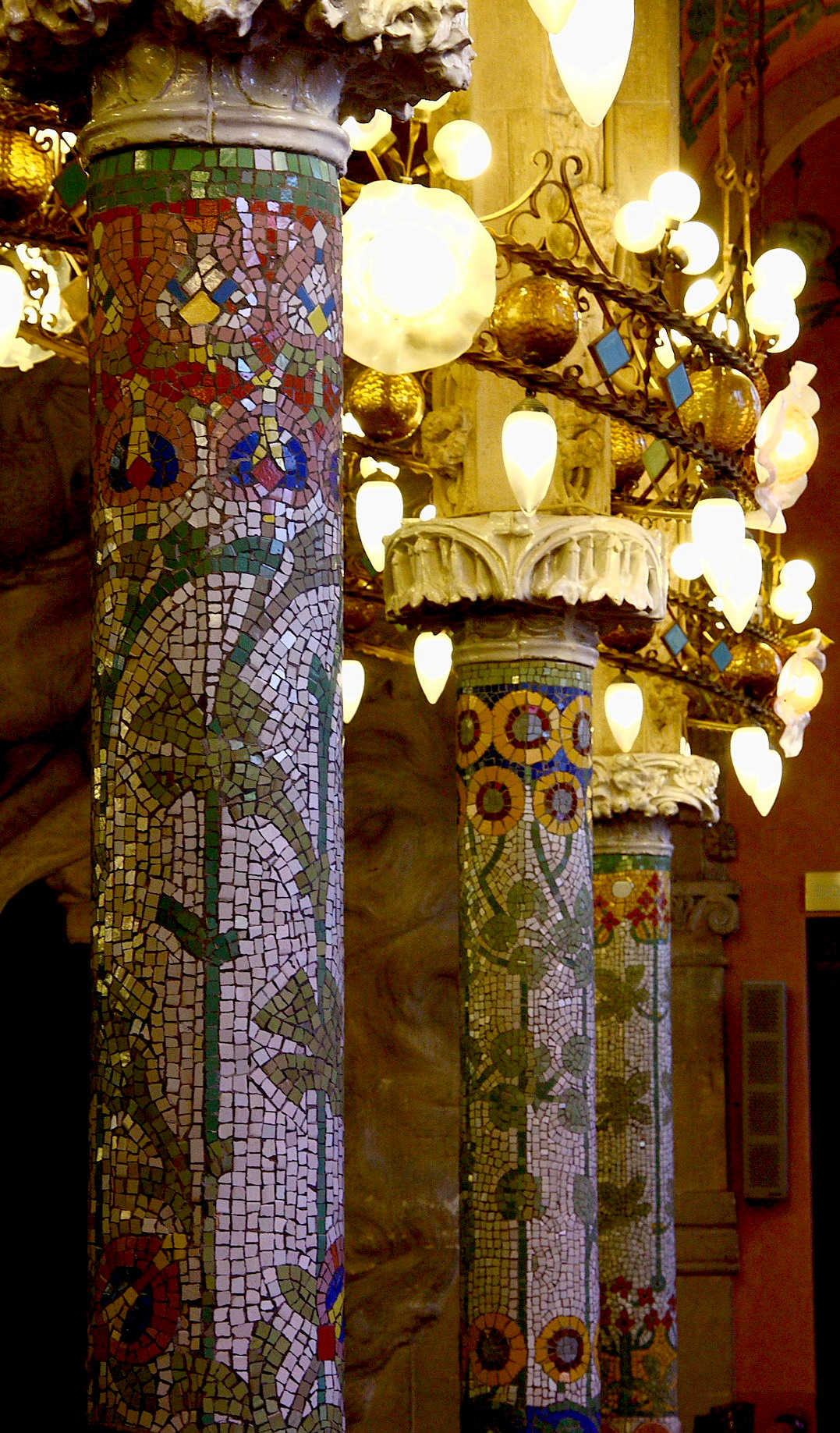
Colonnades du deuxième balcon

Au centre du plafond, la coupole de vitraux est l'œuvre de Antoni Rigalt i Blanch. Elle est éclairée par de la lumière naturelle de jour, et est équipée d'un éclairage électrique pour les nuits. Elle est conçue en son centre en forme de sphères inversées représentant un grand soleil or et ocre. Les couleurs se dégradent peu à peu vers le blanc et bleu clair — couleur du ciel — avant de dessiner des bustes de femmes. Ce sont deux rangées concentriques de bustes. Les premiers sont dans des tons bleu clair et mauve, la seconde rangée, de couleur bleu sombre et vert clair. Les visages sont gris et portent un diadème orné avec des couleurs plus vives. La lumière qui résulte de la fusion des teintes dorées du plafond avec le rose des fenêtres latérales donne à la salle de spectacle une clarté unique et mystérieuse.
Les jeux de couleurs entre les différents espaces séparés avec des portes de verre assure une visualisation globale de l'ensemble La salle de concert est le seul auditorium en Europe à n'être éclairé pendant la journée que par la lumière naturelle.

« La salle de concert est la plus belle au monde (...) sans exagération. C’est l’un des plus importants trésors de l’architecture. »

— David Mackay (cité dans Carandell)
Au-dessus des balcons on trouve deux sculptures de Pégase, monture des Muses, d'Eusebi Arnau qui figurent le pouvoir ascensionnel de la musique.
La salle a une capacité de 2 049 personnes distribuées comme suit :
- parterre : 688 ;
- premier balcon : 321 ;
- second balcon : 910 ;
- galeries de l'orgue : 82 ;
- places réservées : 48.

#### Scène
La scène mesure onze mètres de large. À son entrée se trouve le groupe de sculptures commencé par Diego Massana Majò et continué par Pau Gargallo. Il représente à droite le buste de Beethoven flanqué de deux colonnes doriques sous la cavalcade des Walkyries. C'est un hommage à la musique de Wagner très apprécié dans la Barcelone du début du XXe siècle, au point qu'une association en son honneur est créée en 1901. La représentation de la musique catalane est faite sur le côté gauche. On y trouve le buste de Josep Anselm Clavé sous un grand arbre au pied duquel se trouvent un groupe de chanteurs. Les dimensions de ces deux groupes de sculptures font que leurs parties supérieures se touchent presque.
La scène est un hémicycle au fond de laquelle se trouvent dix-huit muses modernistes. Les troncs et les visages sont sculptés en relief, alors que les bas des corps sont en mosaïques de couleurs, de telle façon à faire croire qu'elles sortent du mur en dansant.  Les muses sont de Eusebi Arnau et les robes de céramique sont signées Mario Maragliano et Lluís Bru. Chaque muse porte un instrument de musique différent. Le fond est fait de carreaux rougeâtre irréguliers duquel se détachent les portes des artistes. Au centre de la scène, entre les muses, se trouve l'emblème de l'Orfeo Catalan dessiné par Antoni Maria Gallissà. Il est entouré de symboles médiévaux sur fond bleu, toujours faits à base de mosaïques. L'emblème est visible depuis toute la salle.
Sur la partie supérieure de cet hémicycle, au-dessus des muses, on trouve la suite des vitraux latéraux de la salle avec les mêmes motifs floraux. Il y a six verrières.

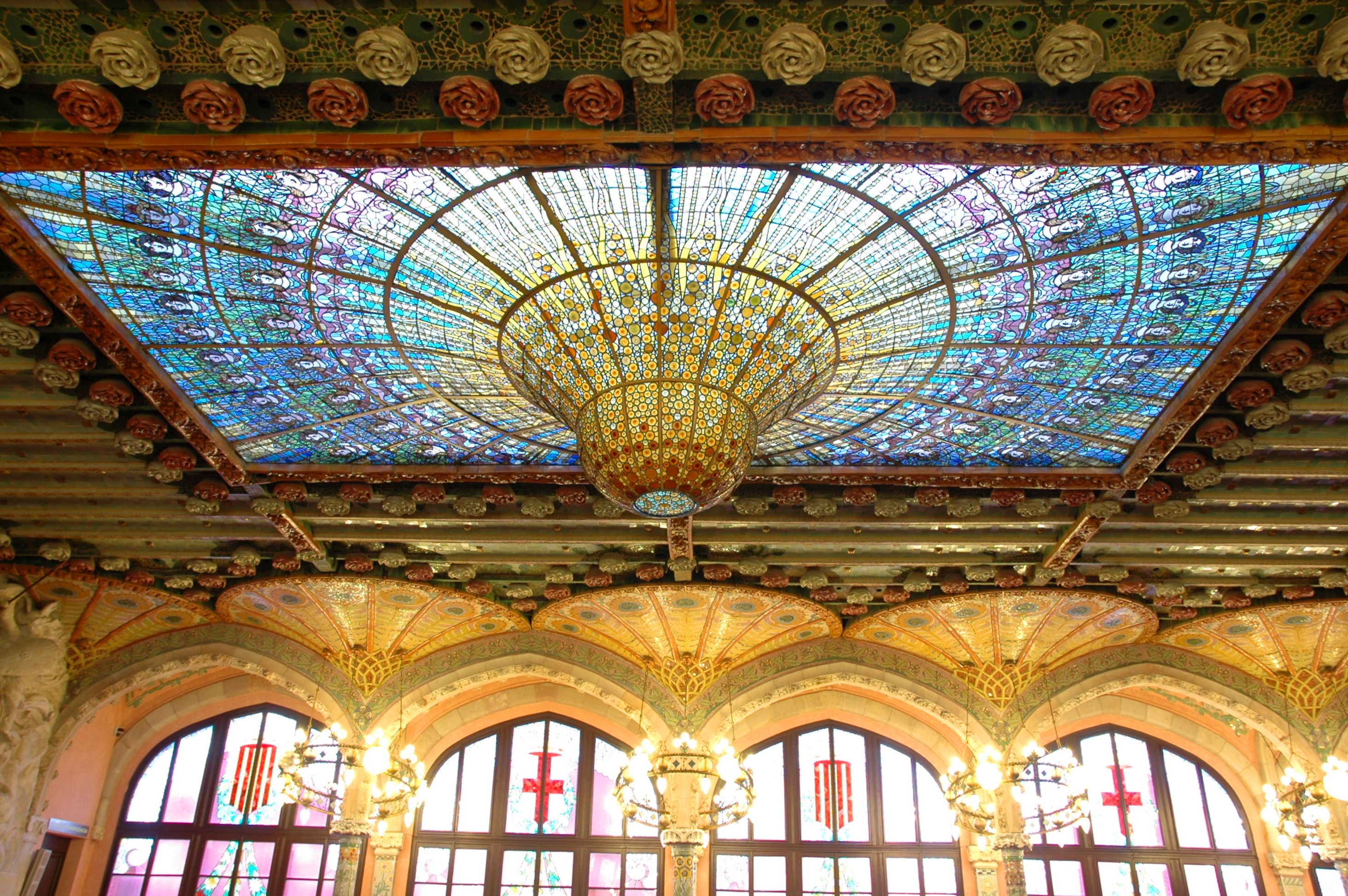
Le grand vitrail central d'Antoni Rigalt i Blanch.
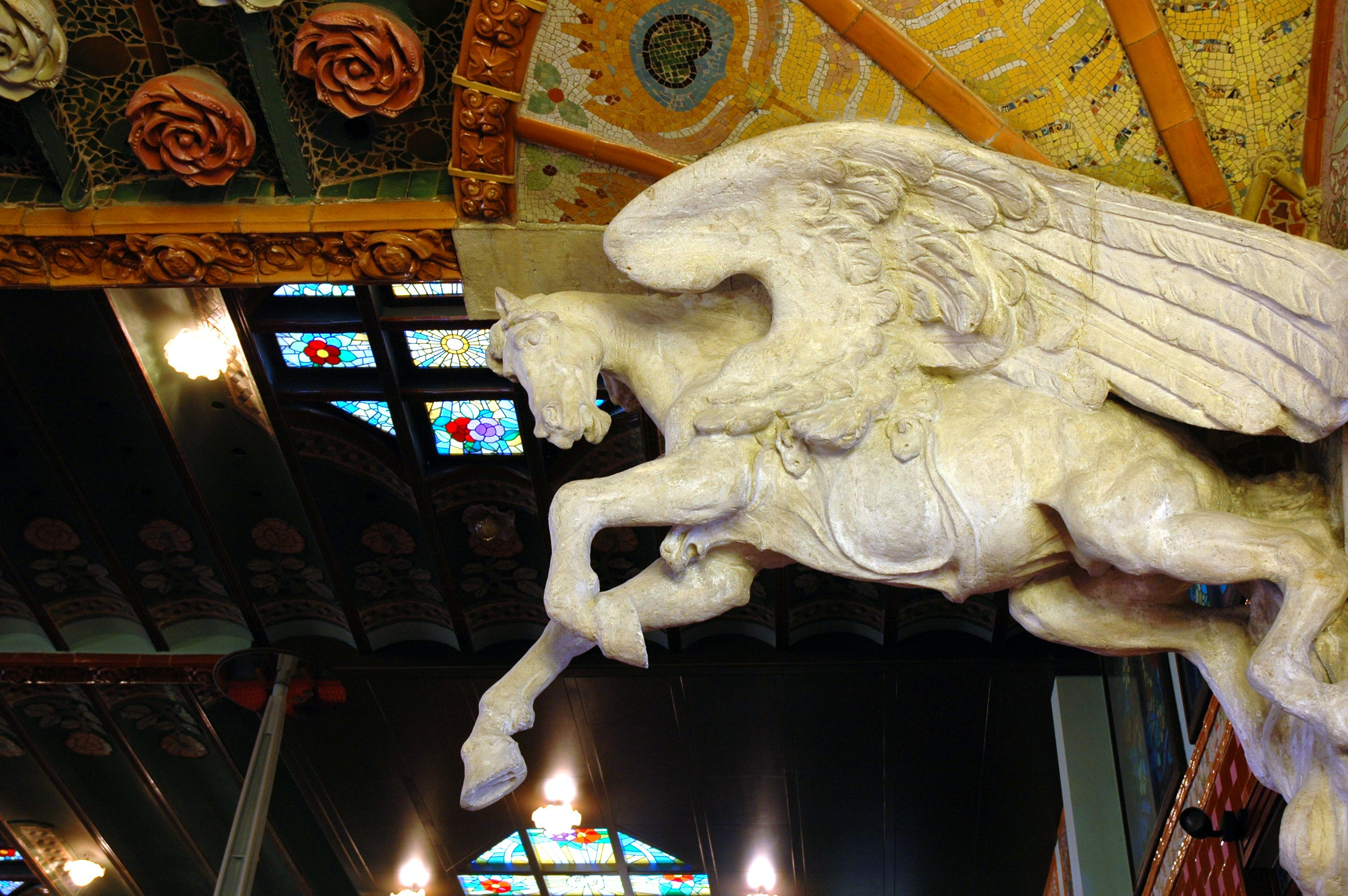
Pégase au début du second balcon.
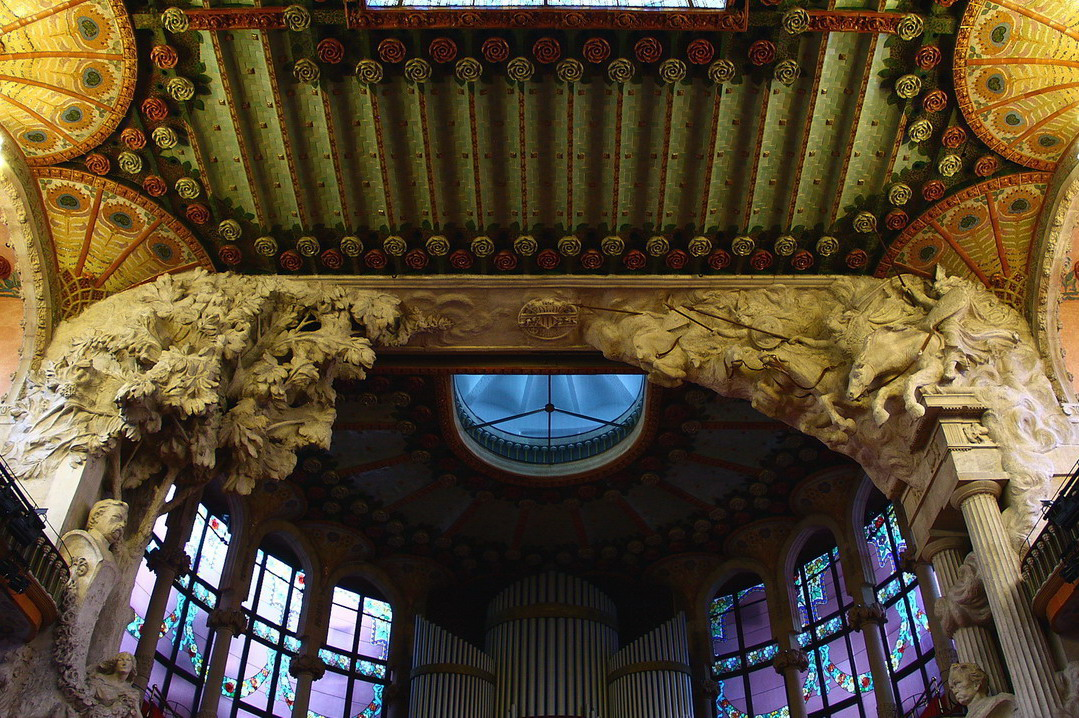
Sculptures à l'entrée de la salle de la scène.
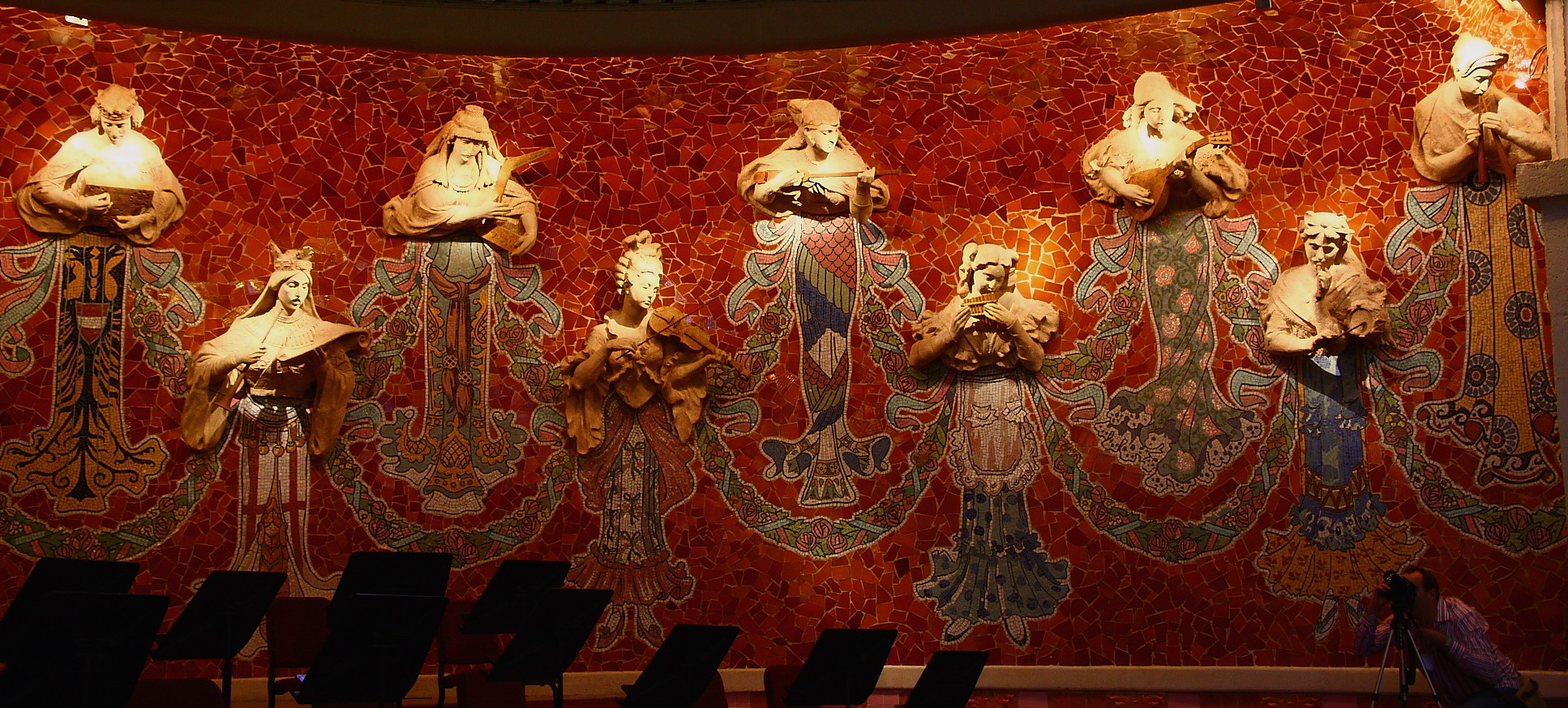
Une partie des muses de la scène.
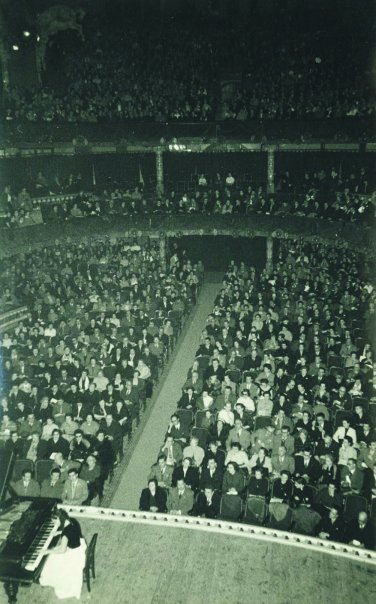
La pianiste Anna Fort i Comas, lors de son récital au Palais en 1953.

#### Orgues
La compagnie E.F. Walcker & Cie de Ludwigsburg a fourni en 1908 les orgues du Palais de la musique. Le premier concert d'orgues a été donné la même année par Alfred Sittard, organiste de la cathédrale de Dresde. Les orgues ont été restaurées en 2003 grâce au mécénat et à la campagne adoptez un tuyau d'orgue.

### Petit Palais

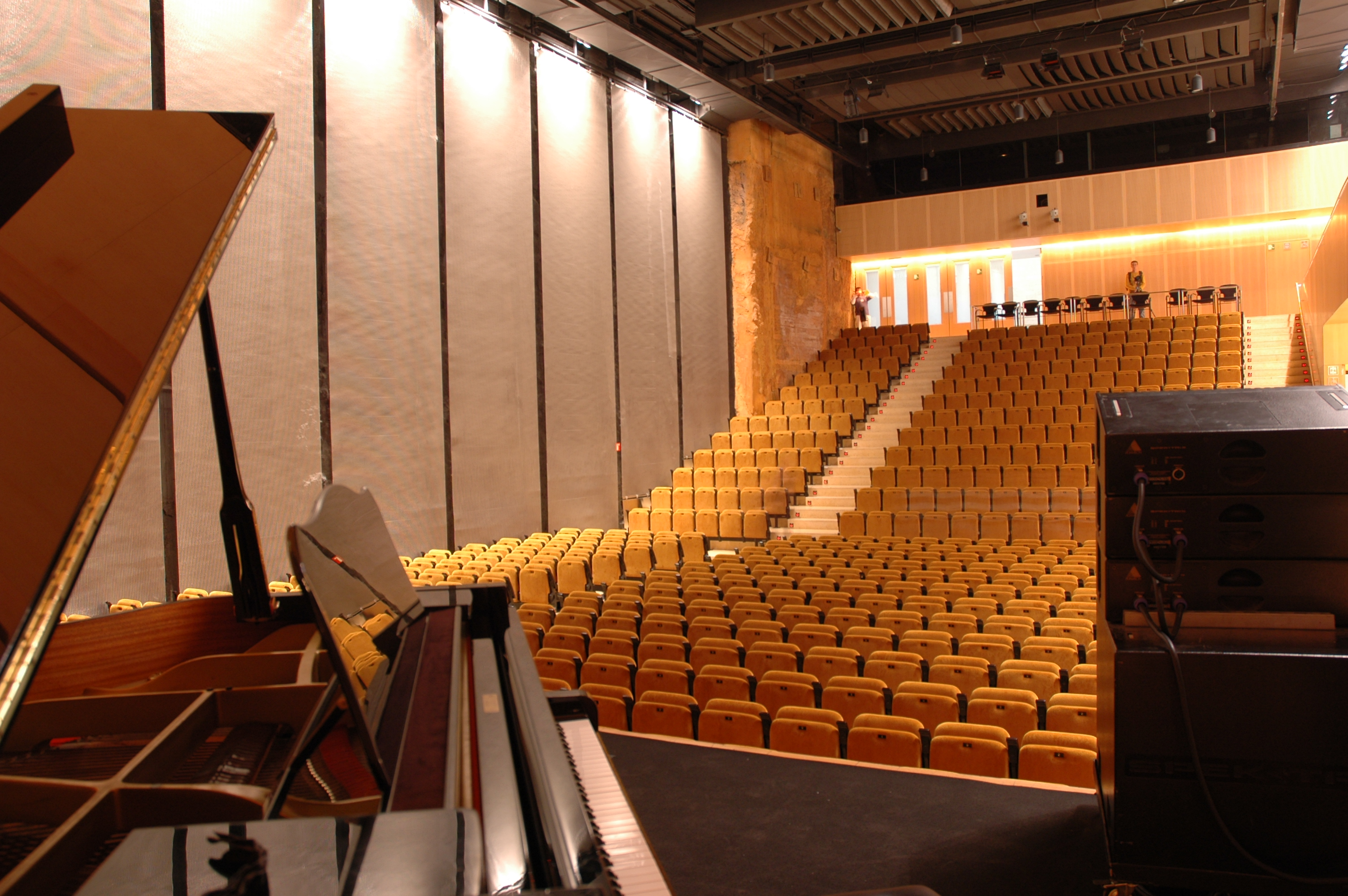
Le Petit Palais conçu par Òscar Tusquets vu depuis la scène

Conçu par l'architecte Òscar Tusquets, le nouvel édifice construit à côté de l'entrée de la rue Saint-Pierre mesure onze mètres de long. Il a été inauguré le 22 avril 2004. Il est doté d'une salle de théâtre pouvant accueillir jusqu'à 538 personnes et une acoustique excellente pour la musique de chambre. Cet espace est utilisé également pour différents types d'évènements culturels ou sociaux.
En 2007, le petit palais a été parmi les cinq projets primés au concours européen Uli Awards For Excellence en reconnaissance de ses qualités conceptuelles et architecturales.

### Bibliothèque
La bibliothèque du Palais de la musique a été commencée avec la collection de l'Orfeó catalá en 1891. Elle compte divers livres et manuscrit du VIe siècle, une grande quantité de volumes traitant pour la majorité de thèmes musicaux. On y trouve également les partitions de toutes les œuvres jouées au Palais depuis sa fondation.
La bibliothèque conserve également la plupart des programmes du Palais ainsi qu'une série de curieux écrits. Ce sont des documents, d'abord manuscrits, ensuite mécanographiés par Carles Pascula. Ils reprennent jour par jour tous les programmes et toutes les activités du palais jusqu'à la mort de l'auteur en 1974.

## Histoire artistique

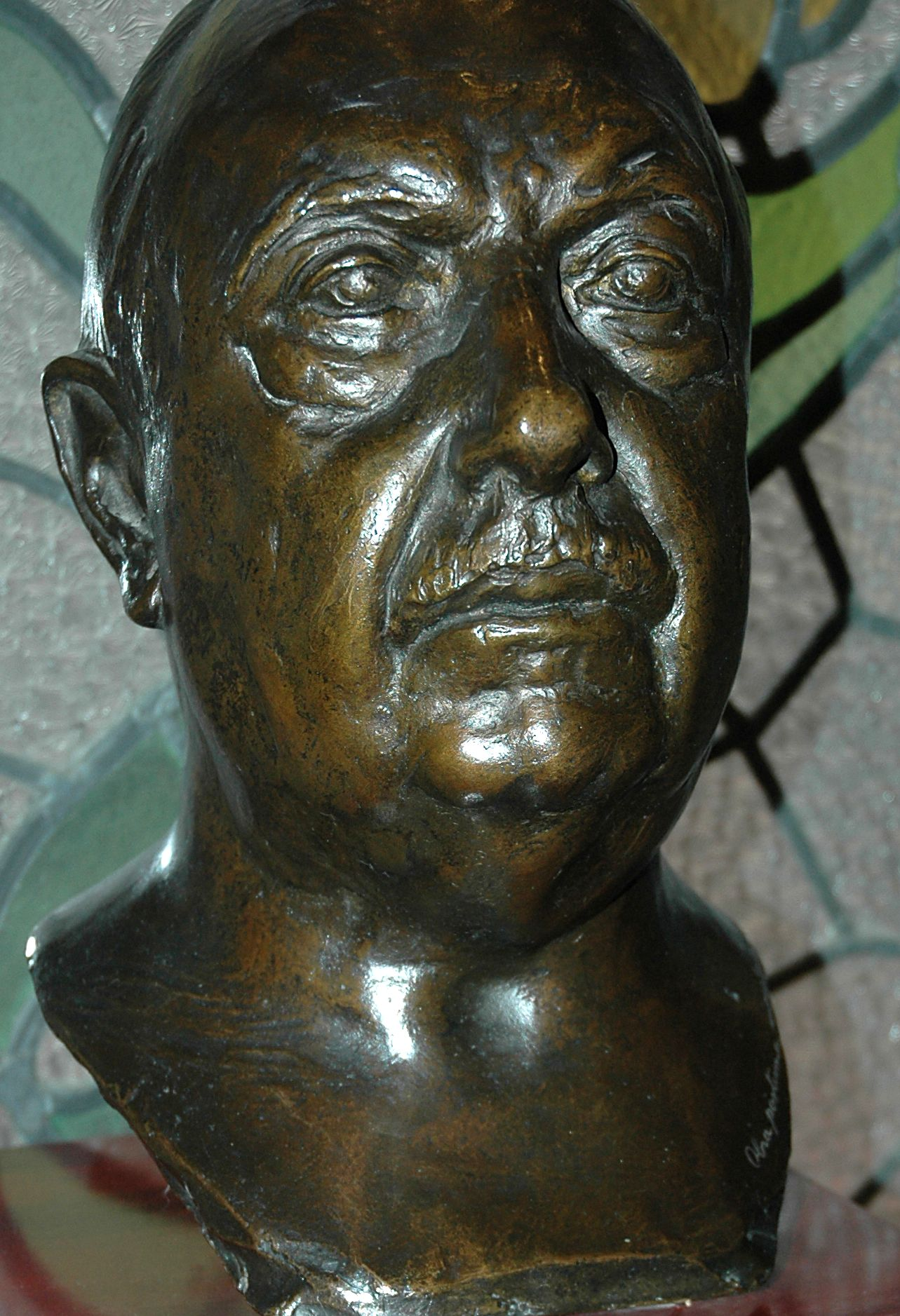
Buste de Joaquim Cabot, salle Lluís Millet.

L'histoire du palais de la musique est riche. Les plus grands interprètes, orchestres et chef d'orchestre y ont joué. De 1920 à 1936, l'orchestre Pablo Casals travaille au palais. Il est dirigé entre autres par Pablo Casals, Richard Strauss, Vincent d'Indy, Igor Stravinsky, Arnold Schönberg, Anton Webern, Arthur Honegger, Manuel de Falla et Eugène Ysaÿe.  L'orchestre symphonique de Barcelone y réside jusqu'à son déménagement à l'auditori en 1999.
De nombreux spectacles populaires ont été donnés au palais de la musique. Il est devenu un théâtre emblématique pour les chanteurs catalans de la nouvelle chanson pour qui chanter dans cet édifice était une consécration. On compte par exemple : Raimon, Joan Manuel Serrat, Maria del Mar Bonet et Lluís Llach.
Cette scène a également servi pour plusieurs représentations de pièces de théâtre. En tant que  principale salle de concert dans la ville au XXe siècle, le palais de la Musique a été le lieu de création de nombreuses œuvres musicales dont les plus fameuses sont sans doute les Goyescas pour piano (Granados), le Concerto pour clavecin et cinq instruments  (Manuel de Falla), le Concerto à la mémoire d'un ange (Alban Berg) et le Concerto d'Aranjuez (Joaquín Rodrigo).